# Cireșu (okręg Braiła)
Cireșu – wieś w Rumunii, w okręgu Braiła, w gminie Cireșu. W 2011 roku liczyła 932 mieszkańców.